# Hans Pleschinski

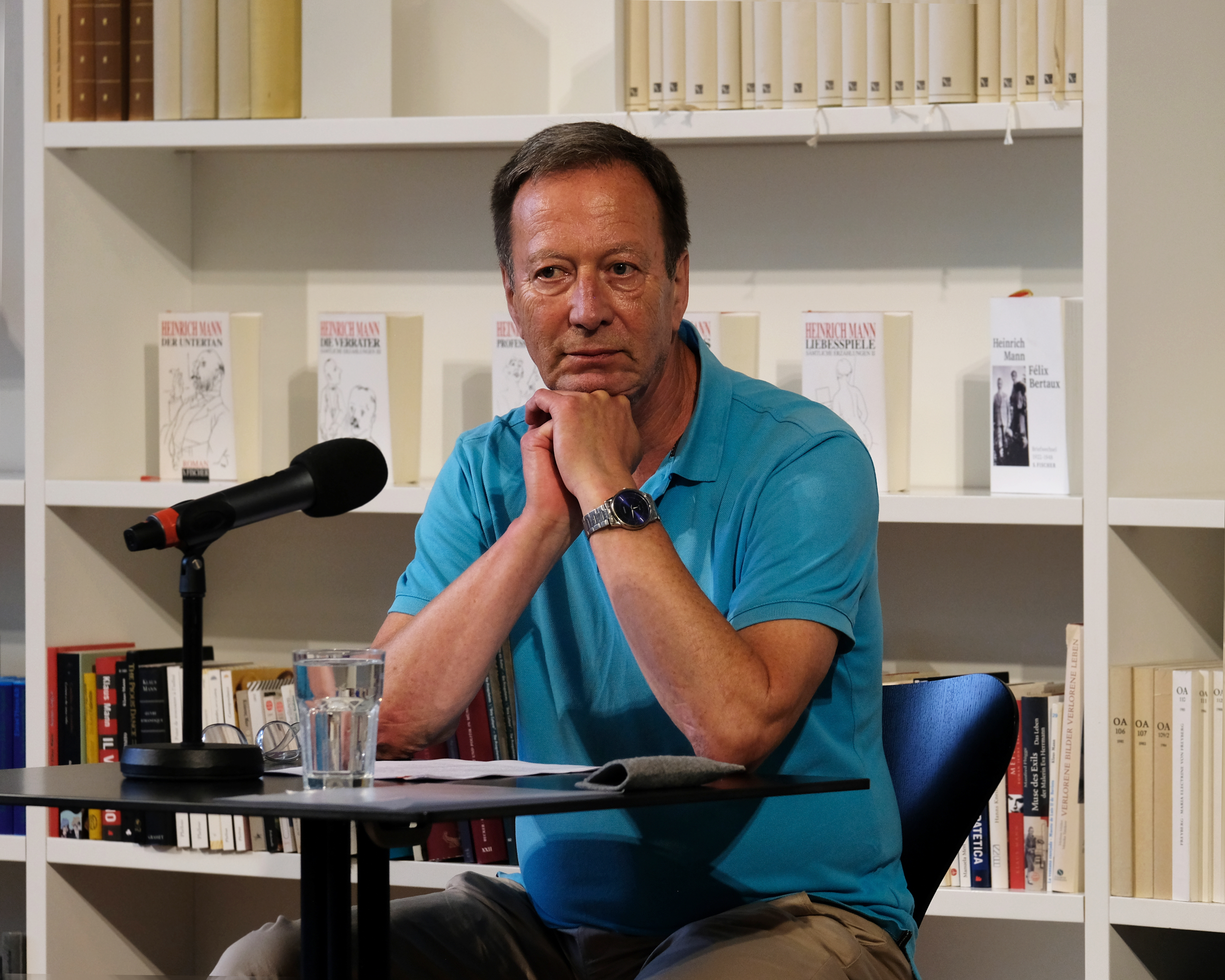
Hans Pleschinski (2024)

Hans Pleschinski (* 23. Mai 1956 in Celle) ist ein deutscher Schriftsteller, der vor allem mit seinen Romanen Bildnis eines Unsichtbaren und Königsallee bekannt wurde. Er ist außerdem als Autor von Essays, Erzählungen, Novellen, Hörspielen und Herausgeber französischsprachiger Quellen tätig. So übersetzte er die Briefwechsel und Memoiren von Friedrich dem Großen, Voltaire, Madame de Pompadour und Else Sohn-Rethel.

## Leben
Hans Pleschinski wuchs in der niedersächsischen Stadt Wittingen „im deutsch-deutschen Grenzland“ (so der Untertitel seines Buches Ostsucht) auf. Er studierte Germanistik, Romanistik und Theaterwissenschaft an der Ludwig-Maximilians-Universität München und arbeitete nebenbei für Galerien, die Bayerische Staatsoper und bei Filmproduktionen. Von 1984 bis 2020 war er freier Mitarbeiter des Bayerischen Rundfunks. Pleschinski lebt als freier Schriftsteller in München. 2004 war er Stadtschreiber von Amman, Jordanien, 2008 Writer in Residence an der Miami University in Oxford (Ohio). Von 2015 bis 2018 war er Direktor der Abteilung Literatur der Bayerischen Akademie der Schönen Künste. Pleschinski ist Mitglied des PEN Berlin.

## Literarisches Werk
Hans Pleschinski debütierte 1984 mit drei Werken, den Satiren Frühstückshörnchen, der als „Dokument“ bezeichneten Erzählung Gabi Lenz. Werden & Wollen und Nach Ägyppten [sic!], laut Untertitel „Ein moderner Roman“. Mit diesen Parodien wandte er sich vor allem gegen die damals modische Literatur der Innerlichkeit. Stattdessen bekennt sich Pleschinski zur literarischen Postmoderne, die von Fabulierlust, Unterhaltsamkeit und der Auflösung von Ordnungsmustern gekennzeichnet ist: „Der neue Ton, der mich dann weiter auch geprägt hat, war vielleicht eine gewisse Frechheit, Lebenslust und sich nicht dem deutschen Jammergehabe hinzugeben. Das war neu und für mich ein inneres Anliegen, nicht in dieses deutsche Dauerlamento einzustimmen. Lamentieren kann man noch früh genug, aber ich fand das richtig widerlich, wenn junge Autoren mit 20, 25 Jahren die Welt nur als eine schwarze Wüste sehen und davon Zeugnis ablegen. Das ist furchtbar.“
Im Mittelalter-Roman Pest und Moor (1985) kam erstmals sein historisches Interesse zum Ausdruck. Autobiografisch geprägt sind der 1993 erschienene Roman Ostsucht, der von seiner Jugend im deutsch-deutschen Grenzland inspiriert ist, und das Bildnis eines Unsichtbaren (2002), ein Werk, in dem Pleschinski seine persönlichen Erfahrungen in der Münchner Boheme und Schwulenszene während der ersten Todesfälle durch Aids und seine Trauer um seinen damals verstorbenen Lebensgefährten Volker Kinnius aufarbeitet. Dabei bezieht sich der Autor stilistisch auf Vanitas-Motive aus der Barockliteratur, die das Leben gerade wegen des damals allgegenwärtigen Todes feierte. Auch die umfangreichen Romane Brabant (1995) und Ludwigshöhe (2008) beschäftigen sich mit dem scheinbaren Gegensatz von äußerem Prunk und innerem Verfall. So brechen in Brabant rund fünfzig Personen eines europäischen Kulturvereins an Bord einer Korvette in die USA auf, um dort mit einem Kanonenschuss auf das Pentagon in Washington, D.C. ein Zeichen gegen die Dominanz der amerikanischen Kulturindustrie zu setzen. In Ludwigshöhe versammeln sich vom Leben erschöpfte und zur Selbsttötung entschlossene Menschen in einer Villa am Rande Münchens, um wieder ins Leben zurückzufinden. In den ebenfalls groß angelegten Romanen Königsallee (2013) und Wiesenstein (2018) geht es um Episoden aus dem Leben der beiden deutschen Literaturnobelpreisträger Thomas Mann und Gerhart Hauptmann. In beiden Fällen weitet Pleschinski die Perspektive vom persönlichen Umgang der Schriftsteller mit Glanz und Last ihres Ruhms auf die deutsche Geschichte der Nachkriegszeit. So schreibt er in Königsallee über ein fiktives Wiedersehen von Thomas Mann und Klaus Heuser, dem Mann, in den sich der berühmte Schriftsteller 1927 bei einem Urlaub auf Sylt verliebt hatte. In Wiesenstein geht es um die Besetzung der gleichnamigen schlesischen Villa von Gerhart Hauptmann durch die Rote Armee 1945. Trotz ihrer unterschiedlichen Themen kann in allen Romanen Pleschinskis das Leitbild „eines schöpferischen Pluralismus, einer multi-kulturellen Beweglichkeit im besten Sinne“ ausgemacht werden. Jens Bisky zufolge geht es dem Autor „nicht nur selbstbezogen um das eigene Ich, sondern um einen analytischen Blick auf unsere Gesellschaft.“
Pleschinski rückt nicht den Nationalsozialismus und seine Folgen ins Zentrum seiner Arbeiten, sondern beschäftigt sich mit sehr viel weiter zurückreichenden Entwicklungen der deutschen und europäischen Geschichte. Anlässlich seines 60. Geburtstages sagte er: „Ich will mich nicht durch das Dritte Reich identifizieren lassen.“

## Tätigkeit als Herausgeber
Hans Pleschinskis intensives Interesse an Geschichte und Kulturgeschichte, den Wechselwirkungen zwischen „Geist und Macht“, an der französischen Kultur, die er als Inbegriff von Stil, Esprit und Eleganz sieht, wird an seinen Übersetzungen deutlich. So widmete er sich dem Briefwechsel zwischen Friedrich dem Großen und Voltaire (1992), den Briefen der Madame de Pompadour (1999) und dem geheimen Tagebuch des Herzogs von Croÿ (2011). Außerdem hat Pleschinski ausgewählte Erzählungen des romantischen Dichters E. T. A. Hoffmanns und die Lebenserinnerungen von Else Sohn-Rethel herausgegeben. 2025 brachte er das 1823 erschienene Werk Das kurze und verschwenderische Glück der Königin Marie Antoinette: Die Aufzeichnungen ihrer Kammerfrau Henriette Campan neu übersetzt und kommentiert heraus.

## Werke

### Autorschaft
- Frühstückshörnchen. Atelier Edition im Machwerk, Siegen 1984
- Gabi Lenz. Haffmans, Zürich 1984
- Nach Ägyppten. Haffmans, Zürich 1984, ISBN 3-251-00043-8
- Pest und Moor. Haffmans, Zürich 1985
- Der Holzvulkan. Haffmans, Zürich 1986, ISBN 3-251-00082-9
- Ostsucht. C. H. Beck, München 1993
- Die Wunder von Glogau. Christian Rohr, München 1993
- Brabant. Schöffling & Co., Frankfurt am Main 1995
- Byzantiner und andere Falschmünzer. Schöffling & Co., Frankfurt am Main 1997
- Zerstreuung. Edition Epoca, Zürich 2000
- Bildnis eines Unsichtbaren. Hanser Verlag, München [u. a.] 2002
- Leichtes Licht. C. H. Beck,  München 2005
- Verbot der Nüchternheit. Kleines Brevier für ein besseres Leben. C. H. Beck, München 2007
- Ludwigshöhe. C. H. Beck, München 2008
- Königsallee. C. H. Beck, München 2013, ISBN 978-3-406-65387-2
- Wiesenstein. C. H. Beck, München 2018
- Am Götterbaum. C. H. Beck, München 2021
- Der Flakon. C. H. Beck, München 2023, ISBN 978-3-406-80682-7[10]

### Herausgeberschaft
- Voltaire – Friedrich der Große. Aus dem Briefwechsel. Haffmans, Zürich, 1992. ISBN 978-3-251-20128-0
- „Ich werde niemals vergessen, Sie zärtlich zu lieben.“  Madame de Pompadour. Briefe. Hanser, München/Wien, 1999. ISBN 978-3-446-19753-4
- E. T. A. Hoffmanns Erzählungen. Hanser, München/Wien, 2000. ISBN 978-3-446-19945-3
- „Ich war glücklich, ob es regnete oder nicht.“ Else Sohn-Rethel – Lebenserinnerungen. C. H. Beck, München 2016, ISBN 978-3-406-69165-2
- Das kurze und verschwenderische Glück der Königin Marie Antoinette: Die Aufzeichnungen ihrer Kammerfrau Henriette Campan, C.H. Beck, München 2025, ISBN 978-3406837159

### Übersetzungen
- Marc David: Farinelli. München 1996
- auch als Herausgeber: Nie war es herrlicher zu leben. Das geheime Tagebuch des Herzogs von Croÿ. C. H. Beck, München 2011, ISBN 978-3-406-62170-3[11]
- Philippe Besson: Hör auf zu lügen. C. Bertelsmann Verlag, München 2018, ISBN 978-3-570-10341-8

## Ehrungen
- 1984: Hungertuch-Preis für den Debütroman Gabi Lenz
- 1986: Bayerischer Kunstförderpreis in der Sparte Literatur
- 1986: Literaturförderpreis des Landes Niedersachsen
- 1995: Tukan-Preis für Brabant
- 2002: Tukan-Preis für Bildnis eines Unsichtbaren
- 2006: Hannelore-Greve-Literaturpreis
- 2008: Nicolas-Born-Preis
- 2012: Ernst-Hoferichter-Preis
- 2012: Ordentliches Mitglied der Abteilung Literatur der Bayerischen Akademie der Schönen Künste[12]
- 2012: Chevalier dans l’ordre des Arts et des Lettres
- 2014: Literaturpreis der Landeshauptstadt München
- 2014: Niederrheinischer Literaturpreis
- 2020: Literaturpreis der Konrad-Adenauer-Stiftung
- 2021: Euregio-Übersetzerpreis
- 2024: Ehrenmitglied der Hamburger Autorenvereinigung e. V.[13]
- 2024: Kulturpreis der Bayerischen Landesstiftung[14]